# Changnienia amoena
Changnienia es un género monotípico de orquídeas de hábitos terrestres. Su única especie: Changnienia amoena S.S.Chien, es originaria del centro y sur de China.

## Descripción
Es una orquídea de pequeño tamaño, que prefiere el clima frío. Su hábito es crecientemente terrestre con pseudobulbos ensanchados elipsoides a ovoides, carnosos, casi blanco amarillentos que están envueltos por vainas membranosas. Tiene una sola hoja , ampliamente ovado-elíptica de color púrpura-rojo, aguda a brevemente acuminada apicalmente, redondeada a truncada en la base  que es peciolada. Florece en la primavera en una inflorescencia erecta de 10 a 17.5 cm de largo, con flores solitarias y 2 brácteas membranosas basales juntas y pequeñas brácteas florales caducas.

## Distribución y hábitat
Se encuentra en Shaanxi, Jiangsu, Anhui, Zhejiang, Jiangxi, Hubei, Hunan y Sichuan en China.

## Taxonomía
Changnienia amoena fue descrita por S.S.Chien y publicado en Contributions from the Biological Laboratory of the Science Society of China. Botanical Series 10: 90, f. 12. 1935.